# Allium polyrhizum
Allium polyrhizum — вид рослин з родини амарилісових (Amaryllidaceae); поширений у центральній і центрально-східній Азії.

## Опис
Цибулини щільно скупчені, циліндричні, 0.5–1 см у діаметрі; зовнішня оболонка від жовтувато-коричневої до темно-каштаново-коричневої. Листки коротші від стеблини, 0.3–1 мм завширшки, півкруглі в розрізі, шершаво-зубчасті або рідко гладкі на краю. Стеблина 7–30 см, кругла в перерізі, вкрита листовими піхвами лише в основі. Зонтик півсферичний, густо багатоквітковий. Оцвітина від пурпурно-червоної до блідо-пурпурно-червоної, рідко біла; сегменти з червоною серединною жилкою; зовнішні від яйцюватих до вузько-яйцюватих, 3–5 × 1.5–2.5 мм; внутрішні довгасто-яйцюваті, 4–6 × 1.5–2 мм. Період цвітіння й плодоношення: червень — серпень.

## Поширення
Поширення: Казахстан, Монголія, Китай — Ганьсу, північний Хебей, західний Хейлунцзян, західний Цзілінь, північний Ляонін, Внутрішня Монголія, північний Нінся, Цінхай, північний Шеньсі, північний Шаньсі, Сіньцзян, Росія — Забайкальський край.
Населяє сонячні схили, пасовища, солоно-лужні ґрунти, гравійні місця, пустельні степи.